# Culasse recouvrante

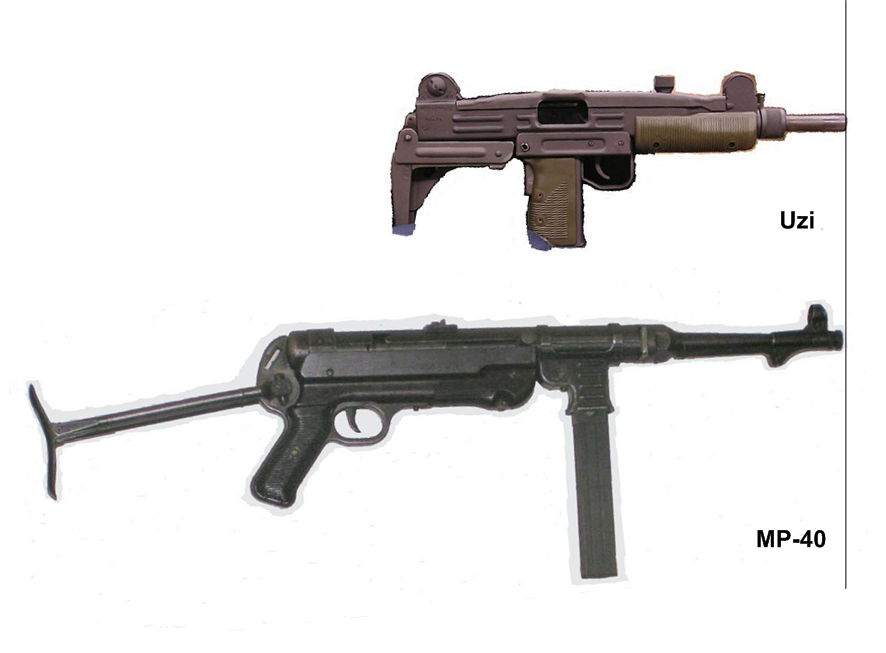
Deux pistolets-mitrailleurs chambrant du 9x19 mm avec des canons de 250 mm (10 ") : un Uzi (avec une culasse recouvrante) et un MP40 (sans), montrant la compacité qu'un mécanisme recouvrant permet.

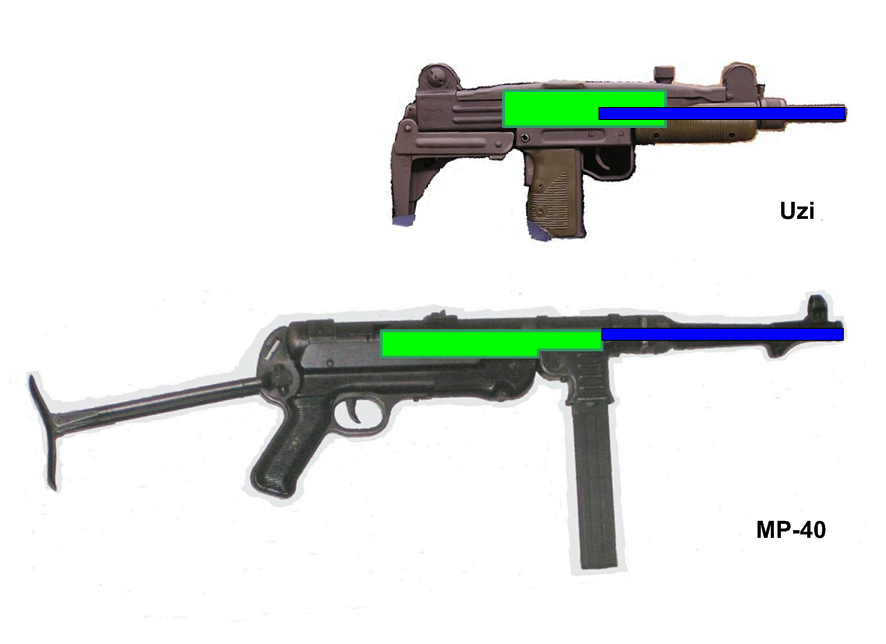
Mécanismes internes des pistolets-mitrailleurs ci-dessus. Les canons sont bleus, les culasses sont vertes.

Une culasse recouvrante (également connu sous le nom de culasse en porte-à-faux) est une culasse qui s'enroule autour et au-delà de l'extrémité du canon de l'arme, permettant une réduction de sa longueur et le renfort de l'équilibre de ces armes au niveau de la poignée avec une pointabilité similaire à celle d'un pistolet.
Bien qu'il soit plus simple et plus facile de raccourcir la culasse pour qu'elle s'insère complètement derrière la chambre, la culasse doit avoir une certaine masse pour fonctionner de manière fiable avec un calibre donné. La culasse enveloppante  déplace une partie de cette masse vers l'avant de la face de la culasse, ce qui donne une culasse qui peut être globalement plus longue et lourde, mais plus courte pour la partie derrière la chambre du canon.
Bien qu'il s'agisse techniquement d'un concept différent et distinct, presque tous les pistolets-mitrailleurs à culasse enveloppante utilisent un chargeur situé dans la poignée pistolet utilisée pour tenir et faire feu avec l'arme. Cependant, il existe des armes à feu à refoulement avec le chargeur situé dans la poignée qui n'utilisent pas de culasse recouvrante, comme le Kel-Tec SUB-2000.

## Histoire
Le concept de culasse recouvrante (ou enveloppante) est apparu pour la première fois sur les armes de poing semi-automatiques au tournant du 20e siècle. Ces pistolets, à partir du FN M1900 et jusqu'à ce jour, comportent souvent une glissière, qui sert à la fois de carénage de canon et de verrou. plus particulier, un pistolet de poche belge breveté en 1909  comportait une culasse cylindrique enveloppant le canon au lieu d'une glissière désormais conventionnelle, qui est parfois citée comme la première véritable conception de culasse recouvrante.
Le premier modèle de pistolet-mitrailleur ayant atteint le stade de la production et utilisant le concept de culasse recouvrante était la série tchécoslovaque Cz 23 alias Sa.23 ou vz.48b, produite pour la première fois en 1948. Ces pistolets-mitrailleurs utilisent une culasse cylindrique enveloppante à canon centré. Bien que largement exportée dans le tiers monde, la série Cz 23 n'était pas bien connue en occident.
Le premier modèle largement connu était le pistolet-mitrailleur Uzi, conçue en Israël par Uziel Gal, un designer inspiré par la série Cz 23. Il utilise une culasse rectangulaire, avec un canon qui est décalé vers le bas. Cette configuration place l'axe de recul plus bas, augmentant la contrôlabilité de l'arme en tir entièrement automatique. L'Uzi a été conçu en 1948 après que les premiers modèles du Cz 23 soient apparus, et est entré en service en 1954 (après l'adoption officielle en 1951).
Comme le montrent les schémas de droite, le concept de base d'une culasse recouvrante avec le magasin dans la poignée produit des armes beaucoup plus compactes. Ces schémas montrent le pistolet-mitrailleur MP-40 conçue en 1938 (mise en service 1939), qui a 630 mm (25 pouces) de long avec la crosse pliée, pèse quatre kilogrammes (8,8 livres) et ayant un canon de 251 mm (9,9 pouces) et (avec des matériaux et une technologie de production similaire) l'Uzi, un modèle conçu en 1948 (adopté en 1951 en mis en service en 1954), qui est long de 470 mm (19 pouces) avec la crosse pliée, pèse 3,5 kilogrammes (7,7 livres) et a un canon de 260 mm (10,2 pouces).
N'utilisant rien de plus qu'un changement de configuration, et avec les mêmes matériaux et technologies de fabrication, l'Uzi pèse donc 500 grammes (1,1 lb) de moins et est plus court de 160 mm (6 pouces).

## Exemples
- Cz23 série
- Uzi
- Cellini-Dunn SM-9/SM-90
- MGP-15
- MAC-10
- AlphaGPI
- Mitraillette Patria
- Steyr MPi 69 et MPi 81